# Raise the Roof (альбом)
Raise the Roof  — второй совместный студийный альбом Роберта Планта и Элисон Краусс, выпущен 19 ноября 2021 года лейблами Rounder Records и Concord Records в США и Warner Music в остальном мире.
Raise The Roof был спродюсирован Ти-Боуном Бернеттом, работавшим и над первым их совместным альбомом Raising Sand в 2007 году. В новый альбом включены 12 кавер-версий песен легендарных и не столь известных артистов, таких как Мерл Хаггард, Алан Туссен, The Everly Brothers, Энн Бриггс, Джиши Уайли и Берт Дженш. Также в него вошла одна оригинальная песня «High and Lonesome», написанная Плантом и Бернеттом.

## История
Роберт Плант, вокалист Led Zeppelin и член Зала славы рок-н-ролла вместе с Элисон Краусс, легендарной кантри-исполнительницы и обладательницы 27 «Грэмми», полтора десятилетия назад выпустили их первый совместный альбом каверов Raising Sand (2007). Он имел большой успех, стал платиновым и получил шесть «Грэмми» — в том числе как «Альбом года» и «Запись года».
Спустя 14 лет после Raising Sand и тринадцать после того, как первые сеансы для последующих действий оказались безуспешными — выходит этот сиквел. Под руководством Ти Боуна Бернетта, который спродюсировал и выбрал все песни для каверов на Raising Sand, выбирает ещё 12 песен в стиле кантри, американы, классической поп-музыки и блюза, которые пара переделывает в сумеречную нуарную кантри с увлекательным эффектом.
Raise the Roof использует многие из тех же элементов, что и в хорошо принятом критиками альбоме Raising Sand 2007 года — блистательные гармонии, каверы на любовные песни, туманная фолк-атмосфера — но с повышенным вниманием к культурологической истории песен, которые они выбрали. В большинстве случаев Raise the Roof объединяет песни, взятые из самых разных музыкальных традиций пионеров фолка, американы и рока, выделяя песни английских и шотландских фолк-музыкантов 1960-х и 1970-х годов, а также включает песни менее известные, черных американских исполнителей блюза и соула, возникшие почти столетие назад. Самая старая песня в альбоме, «Last Kind Words Blues» Элви Томаса и Джиши Уайли, была первоначально выпущена в 1930 году.

## Отзывы
| Совокупная оценка   | Совокупная оценка |
| Источник            | Оценка            |
| ------------------- | ----------------- |
| Metacritic          | 83/100            |
| Оценки критиков     |                   |
| Источник            | Оценка            |
| American Songwriter | [ 6 ]             |
| Classic Rock        | [ 3 ]             |
| The Observer        | [ 7 ]             |
| Pitchfork           | 7.3/10            |
| Paste               | 8.0/10            |
| PopMatters          | 7/10              |
| Slant Magazine      | [ 4 ]             |

Альбом Raise the Roof получил в целом положительные отзывы музыкальной критики и интернет-изданий. На интернет-агрегаторе Metacritic, который присваивает нормализованный рейтинг из 100 баллов, альбом получил средний балл 83, что указывает на «всеобщее признание» на основе 11 обзоров.
Обозреватель American Songwriter Хэл Горовиц отметил, что «этот потрясающий сборник включает в основном состоит из малоизвестных каверов, очищенных от пыли и реанранжированных, часто радикально, вокальным дуэтом. Оба в прекрасной форме, и хотя они поют вместе всего несколько соло, в выборе песен и исполнении прослеживается четкая артистическая связь». И затем добавил: «возможно, на это ушло 14 лет, но Raise the Roof — ещё одна жемчужина от команды Плант/Краусс/Барнетт. Это определенно так же мощно, как и, возможно, лучше, чем впечатляющий дебют пары.».
Марк Бомонт из Classic Rock озаглавил свою статью «извлекая великолепие из тьмы» и написал, что в Raise The Roof идеально сочетается долгожданная пара Плант и Краусс в жанре dark Country и подвёл итог: «Пропитанная экзотической перкуссией, пьянеющей томной гитарой, густым южным паром и взрывами рваного джанк-блюза, это ещё одна пластинка, за которой стоит углубиться в этот залив, в погоне за блуждающими гармониями».
Оливия Лейн из Pitchfork прокомментировала, что «изменяя оригиналы, они снова оставляют свой отпечаток в тщательно подобранном песеннике, который соответствует их мистической природе. Они копаются глубже в потаённых уголках американской музыки и тем самым придумывают что-то гораздо более редкое и острое о её прошлом».
Эрик Дантон из журнала Paste написал, что «возможно, самая привлекательная часть альбома состоит в том, что независимо от того, из какого звука, стиля или места были взяты эти песни — британский фолк, новоорлеанский соул, кантри Бейкерсфилда — они звучат связно в руках Планта и Краусс. Другими словами, певцы заставляют эти песни звучать как свои собственные».

## Коммерческий успех
4 декабря 2021 года альбом дебютировал на 7-м месте в американском хит-параде Billboard 200, став девятым сольником Планта в top-10 и пятым для Краус. Кроме того, Плант в составе его легендарной рок-группы Led Zeppelin имел семь альбомов-чарттопперов среди 13, вошедших в top-10 чарта Billboard 200, начиная с Led Zeppelin II в 1969 году. Диск Raise the Roof также дебютировал на 3-м месте в Top Country Albums, став вторым в десятке лучших для Планта после Raising Sand (который был № 2 в ноябре 2007). Для Краусс это 11-й альбом в top-10 кантри-чарта, три из которых были на первом месте, включая Windy City (1 неделя на № 1 в марте 2017) и Paper Airplanes (2 недели № 1 в апреле-мае 2011). Raise the Roof также дебютировал на первых местах в чартах Folk/Americana Albums (второй № 1 для Планта после Carry Firein в ноябре 2017) и Bluegrass Albums charts (первый здесь чарттоппер Планта). Для Краусс это 3-й и 5-й номера один в этих чартах, соответственно.

## Список композиций
| №                   | Название                        | Автор(ы)                      | Длительность |
| ------------------- | ------------------------------- | ----------------------------- | ------------ |
| 1.                  | «Quattro (World Drifts In)»     | Джои Бернс, Джон Конвертино   | 4:33         |
| 2.                  | «The Price of Love»             | Дон Эверли, Фил Эверли        | 4:50         |
| 3.                  | «Go Your Way»                   | Энн Бриггс                    | 5:07         |
| 4.                  | «Trouble with My Lover»         | Алан Туссен                   | 4:03         |
| 5.                  | «Searching for My Love»         | Bobby Moore & the Rhythm Aces | 4:03         |
| 6.                  | «Can't Let Go»                  | Рэнди Уикс                    | 3:41         |
| 7.                  | «It Don’t Bother Me»            | Берт Дженш                    | 5:06         |
| 8.                  | «You Led Me to the Wrong»       | Ola Belle Reed                | 4:17         |
| 9.                  | «Last Kind Words Blues»         | Джиши Уайли                   | 4:06         |
| 10.                 | «High and Lonesome»             | Роберт Плант, Ти-Боун Бернетт | 4:33         |
| 11.                 | «Going Where the Lonely Go»     | Мерл Хаггард, Dean Holloway   | 4:10         |
| 12.                 | «Somebody Was Watching Over Me» | Brenda Burns                  | 5:02         |
| Общая длительность: | Общая длительность:             | Общая длительность:           | 53:32        |

| №   | Название              | Автор(ы)        | Длительность |
| --- | --------------------- | --------------- | ------------ |
| 13. | «My Heart Would Know» | Хэнк Уильямс    | 2:58         |
| 14. | «You Can’t Rule Me»   | Люсинда Уильямс | 4:44         |

## Участники записи
- Роберт Плант — вокал
- Элисон Краусс — вокал, скрипка
- Ти-Боун Бернетт — продюсирование, композитор, акустическая гитара, электрогитара, шестиструнная бас-гитара, меллотрон, бэк-вокал
- Дэвид Идальго (Los Lobos)— акустическая гитара, электрогитара
- Билл Фризелл — акустическая гитара, электрогитара
- Бадди Миллер — электрическая мандолина, гитара
- Марк Рибо — акустическая гитара, банджо, добро, электрогитара
- Деннис Крауч — бас-гитара
- Стюарт Дункан — банджо, виолончель, скрипка, мандолина
- Джей Беллероуз — ударные

## Позиции в чартах
| Чарт (2021)                         | Высшая позиция |
| ----------------------------------- | -------------- |
| Австралия (ARIA)                    | 18             |
| Австрия (Ö3 Austria)                | 11             |
| Бельгия/Фландрия (Ultratop)         | 16             |
| Бельгия/Валлония (Ultratop)         | 23             |
| Канада (Canadian Albums Chart)      | 16             |
| Чехия (ČNS IFPI)                    | 21             |
| Нидерланды (Album Top 100)          | 15             |
| Финляндия (Suomen virallinen lista) | 9              |
| Германия (Offizielle Top 100)       | 14             |
| Ирландия (Irish Albums Chart)       | 6              |
| Италия (FIMI)                       | 54             |
| Новая Зеландия (RMNZ)               | 7              |
| Норвегия (VG-lista)                 | 3              |
| Шотландия (Scottish Albums Chart)   | 4              |
| Испания (PROMUSICAE)                | 45             |
| Швеция (Sverigetopplistan)          | 9              |
| Швейцария (Schweizer Hitparade)     | 7              |
| Великобритания (UK Albums Chart)    | 5              |
| США (Billboard 200)                 | 7              |
| США (Billboard Independent Albums)  | 1              |
| США (Billboard Top Country Albums)  | 3              |

## Сертификации
| Регион                                                                      | Сертификация | Продажи |
| --------------------------------------------------------------------------- | ------------ | ------- |
| Великобритания (BPI)                                                        | Серебряный   | 60 000  |
| Данные о продажах + прослушиваниях приведены только на основе сертификации. |              |         |